# Gorno Orizari (Skopje)
Gorno Orizari (en macédonien Горно Оризари) est un village situé à Chouto Orizari, une des dix municipalités spéciales qui constituent la ville de Skopje, capitale de la Macédoine du Nord. Le village comptait 445 habitants en 2002. Il se trouve au nord de la banlieue de Skopje, en dehors du périphérique. Contrairement au reste de la municipalité, majoritairement rom, il est essentiellement peuplé de Macédoniens.

## Démographie
Lors du recensement de 2002, le village comptait :
- Macédoniens : 444
- Autres : 1